# Goran Arnaut
Goran Arnaut (Backa Topola, Serbia, 27 de agosto de 1979), futbolista Serbio. Juega de volante y su actual equipo es el Vasas SC de la NB1 de Hungría.

## Clubes
| Club                 | País       | Año       |
| -------------------- | ---------- | --------- |
| Partizan de Belgrado | Serbia     | 1997-2000 |
| Radnički Kragujevac  | Serbia     | 2000-2001 |
| FK Čukarički Stankom | Serbia     | 2001-2002 |
| FK Teleoptik         | Serbia     | 2002-2005 |
| NK Primorje          | Eslovenia  | 2005-2008 |
| Inter Bakú           | Azerbaiyán | 2008-2010 |
| Vasas SC             | Hungría    | 2010-     |